# Thryssa malabarica
Thryssa malabarica es una especie de pez del género Thryssa, familia Engraulidae, orden Clupeiformes. Fue descrita científicamente por Bloch en 1795.
Es una especie inofensiva para el ser humano y posee un gran valor comercial.

## Descripción
La longitud estándar es de 17,5 centímetros.

## Distribución y hábitat
Se distribuye por el océano Índico: India, posiblemente en Pakistán. Habita en estuarios y zonas costeras donde puede alcanzar los 50 metros de profundidad.